# Quembre
Quembre (llamada oficialmente San Pedro de Quembre) es una parroquia española del municipio de Carral, en la provincia de La Coruña, Galicia.

## Entidades de población
Entidades de población que forman parte de la parroquia:
- La Iglesia (A Eirexa)
- A Paioca
- La Ribera (A Ribeira)
- Cabancas (As Cavancas)
- Cepedo (O Cepedo)
- Cimadevila
- Esperante
- Huerta del Conde (A Horta do Conde)
- Meán
- Montecelo
- Outeiro de Quembre (O Outeiro)
- Payolante (Paiolante)
- Paradela
- Puente Lago (A Ponte Lago)
- Poza (A Poza)
- Salgueiros

## Demografía
| Gráfica de evolución demográfica de Quembre entre 2000 y 2018 |
|                                                               |
| Datos según el nomenclátor publicado por el INE.              |